# Duomo di Rosà
Unità Pastorale Rosà
Il duomo di Rosà è l'edificio sacro più importante di Rosà, in provincia e diocesi di Vicenza; fa parte del vicariato di Bassano del Grappa-Rosà.

L'edificio si trova in pieno centro cittadino affacciandosi sulla piazza intitolata a Sebastiano Baggio.

## Storia

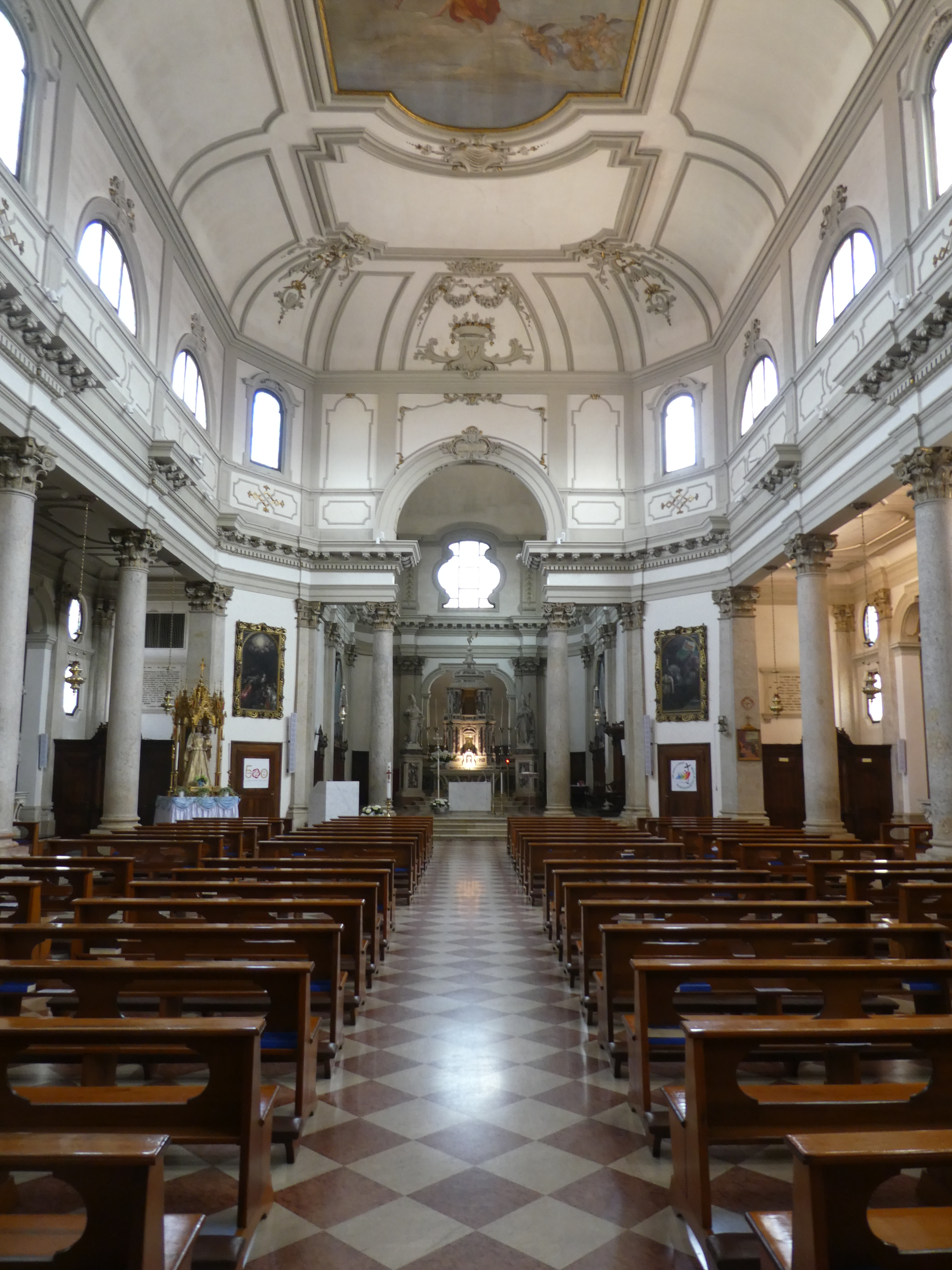
Interno

Nel 1460 gli abitanti di Rosà ottennero il permesso dai cittadini di Bassano del Grappa per edificare la prima cappella nel cuore dell'allora villaggio di Rosà.
Il 6 dicembre 1525 Rosà divenne parrocchia sotto la protezione di Santa Maria e Sant'Antonio Abate.
Nella prima chiesetta parrocchiale, nella quale era inglobato anche il campanile, era presenti 4 altari dedicati a Sant'Antonio Abate, alla Madonna del parto “Vestita e governata”, a Gesù e a San Rocco.
Nel 1593 vennero poi aggiunti altri 2 altari e un settimo si aggiunse nel 1600 creato da Orazio Marinali e dedicato alla Madonna del Rosario.
Grazie al lascito di 160 ducati di un certo Carlo Santo Austoni nel 1716 il parroco presentò al vescovo Sebastiano Venier la richiesta per ingrandire il Coro. Poi si decise di ingrandire anche la navata e si ricorse al disegno del giovane architetto bassanese Giovanni Miazzi, che introdusse nella zona lo stile neoclassico a sostituire le imitazione barocche; in contemporanea si decise di allargare la chiesa a tre navate, separando le laterali dalla centrale per mezzo di colonne monolitiche levigate di Possagno sormontate da capitelli corinzi con foglie d'acanto.
Il pittore bassanese Giuseppe Graziani dipinse su tela l'ascensione di Gesù per il soffitto del coro e il pittore veneziano De Santi dipinse l'Assunzione della Madonna, l'altare maggiore è invece opera del tagliapietre Giovanni Bonato.
Nel 1748 fu disegnato il nuovo campanile, questa volta separato dal corpo centrale della chiesa.
Il 30 luglio 1763 lo scultore Giuseppe Bernardi, detto Torretti di Pagnano (1694– 1774), che ha il merito di essere stato il primo maestro del Antonio Canova, riceve l'incarico di realizzare di due statue laterali al tabernacolo: una di Sant'Antonio Abate di Coma e l'altro di San Spiridione il tutto di marmo grigio di Carrara.
Il 6 novembre 1767 il comune di Rosà compra dal nobile Leonardo Dolfin i terreni dove sorgeranno l'attuale canonica e la piazza antistante la chiesa. Fu l'abate Daniello Bernardi di Bassano del Grappa (1729 – 1806) a disegnare la facciata dell'attuale chiesa. Le statue della facciata sono opera dei fratelli Bosa da Pove del Grappa e rappresentano le tre virtù teologali: Fede, Speranza, Carità e i due patroni di Rosà Sant'Antonio abate e San Spiridione.
Il campanile alto 70 metri, verrà inaugurato nel 1817: ad oggi contiene 9 campane in La2 (molto simili musicalmente parlando al Duomo di Verona), come da tradizione per il sistema veronese: le 6 maggiori sono fuse dalla Daciano Colbachini di Padova nel 1974 (la IV, il Re è stata restaurata dalla Grassmayr nel 2019) e le 3 minori sono delle aggiunte della Grassmayr di Innsbruck; la chiesa sarà consacrata il 12 settembre 1819 dal vescovo di Vicenza Giuseppe Maria Peruzzi in occasione della sua visita pastorale.
Don Luigi Zaffonato nel 1865 ottenne, dal vescovo di Vicenza Antonio Farina per sé e per i suoi successori il titolo di “Arciprete”  e dovranno passare ancora 100 anni, vale a dire nel 1965, con mons. Mario Ciffo, perché la chiesa possa pregiarsi del titolo di Duomo .